# مجمع‌الوحوش ناصری
مجمع‌الوحوش ناصری نخستین باغ وحش تهران بود که توسط ناصرالدین‌شاه قاجار در خیابان لاله‌زار بنا شد.